# Allá voy
"Allá voy" es una canción perteneciente al grupo de rock argentino llamado Utopians. Este tema es la novena pista que forma parte de su segundo trabajo discográfico, titulado Freak y fue su segundo corte de difusión.

## Historia

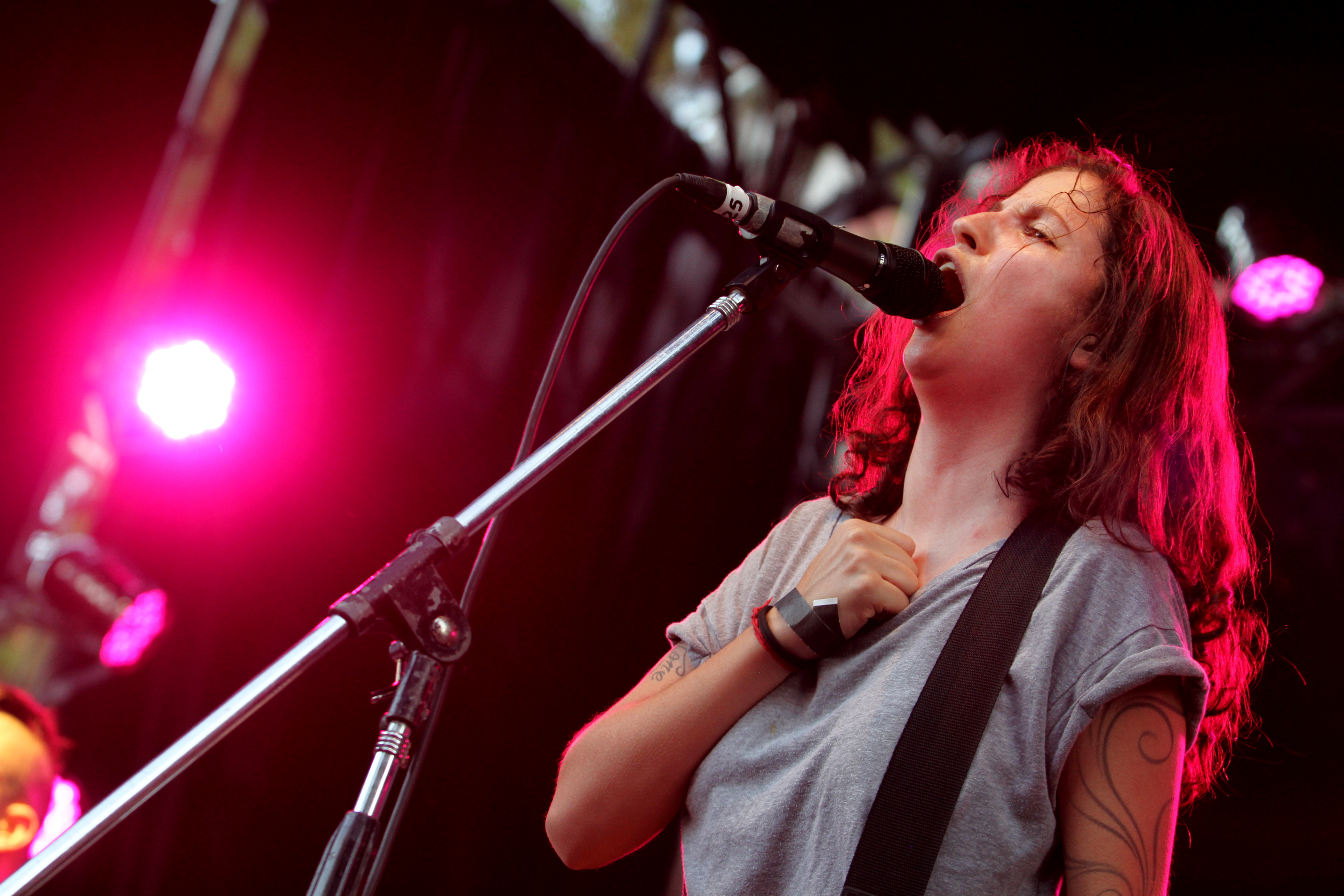
Bárbara Recanati, autora de la canción.

La letra de la canción fue compuesta por la vocalista de la banda, Bárbara Recanati, durante un viaje que la banda realizaba hacia Chile, para la grabación de Freak. En ese viaje, Recanati compuso la canción basándose en un encuentro casual que había tenido recientemente con un exnovio. La canción no le gustaba a los demás miembros de la banda, por lo quedaría afuera del disco. Particularmente, el material carecía de una sola canción, por lo que decidieron incluirla en el álbum.

## Música
La canción está compuesta por un total de diez estrofas y la primera se inicia en re mayor. La siguiente frase que emplea dos interrogativas y una afirmación: "¿Por qué no? ¿Adónde vas? Allá voy"; cambia su secuencia a sol, la y vuelve cerrarse en re mayor.

## Video
Tras la difusión que tuvo la canción «Come Baby», la banda lanzaría «Allá voy», como segundo corte de difusión. El videoclip fue dirigido por el actor Sebastián de Caro y se ve a la banda tocando en el centro de un estudio.

## Créditos
- Bárbara Recanati: voz y guitarra
- Mario Romero: bajo
- Gustavo Fiocchi: guitarra
- Martín Rodrigo "Larry Fus" Fuscaldo: batería